# Encephalartos tegulaneus
Encephalartos tegulaneus Melville, 1957 è una pianta appartenente alla famiglia delle Zamiaceae, endemica del Kenya.

## Descrizione
È una cicade a portamento arborescente, con fusto eretto o talora decombente, alto sino a 10 m e con diametro di 30–55 cm.
Le foglie, lunghe 120–180 cm, sono disposte a corona all'apice del fusto e sono rette da un picciolo lungo 15–20 cm; sono composte da numerose paia di foglioline lanceolate, con margine intero, lunghe mediamente 16–22 cm, ridotte a spine verso la base del picciolo.
È una specie dioica con esemplari maschili che presentano 3-6 coni subcilindrici, lunghi 40–50 cm e larghi 12–14 cm, di colore giallo brillante, ed esemplari femminili con 1-4 coni ovoidali, lunghi 40–70 cm e con diametro di 19–30 cm, di colore giallo oro.

## Distribuzione e habitat
La specie è presente in poche località nella provincia Orientale e nella provincia della Rift Valley del Kenya, ad altitudini comprese tra 1.400 e to 2.300 m.

## Conservazione
Delle due sottospecie note E. tegulaneus subsp. powsii è considerata dalla IUCN Red List in pericolo critico di estinzione (Critically Endangered) in quanto ha un areale estremamente limitato. La sottospecie nominale ha in compenso una distribuzione abbastanza ampia, per cui nel suo insieme classifica E. tegulaneus come specie a rischio minimo (Least Concern).

La specie è inserita nella Appendice I della Convention on International Trade of Endangered Species (CITES)